# Terrain de l'Arrabal
Le Terrain de l'Arrabal (en espagnol : Campo del Arrabal), également connu sous le nom complet de Terrain de football de l'Arrabal (en espagnol : Campo de fútbol del Arrabal), est un ancien stade de football espagnol situé dans la ville de Saragosse, en Aragon.
Le stade, doté de 8 000 places et inauguré en 1922 puis démoli en 1962, servait d'enceinte à domicile pour les équipes de football du Real Sociedad Atlética Stadium, du Club Deportivo Patria Aragón, du Club Deportivo Español del Arrabal, du Club Deportivo Arrabal, de l'Español del Arrabal Unión Deportiva et du Real Saragosse.
Il porte le nom du quartier de Saragosse de l'Arrabal.

## Histoire
Situé entre la route de Juslibol (à hauteur de l'actuel Parque del Tío Jorge), plus précisément entre la rue Peña Oroel et l'avenue San Juan de la Peña, le stade ouvre ses portes en 1922. Il est inauguré le 12 mars 1922 lors d'une victoire 2-1 des locaux de la Real Sociedad AS sur l'Iberia SC.
En plus de sa très importante capacité d'accueil pour l'époque (8 000 spectateurs), il est le tout premier terrain de football d'Aragon sur lequel se joue une compétition nationale officielle, à savoir une rencontre de la 23e édition de la Coupe d'Espagne le 30 mars 1924 (des matchs s'y joueront jusqu'en 1931), se soldant sur une défaite 9-0 du Real Sociedad AS contre le FC Barcelone,.
Il est également le premier terrain de football de la région adapté aux normes de la FIFA.
Le club disparait en 1925, et la propriété du stade passe à son descendant du Real Saragosse CD (qui se sert du stade pour ses équipes de jeunes et pour ses entraînements). Le club loue alors le stade à divers clubs de la ville.
En 1932, la propriété du stade passe au nouveau gros club de la ville, le Real Saragosse (qui utilise également le stade pour ses équipes de jeunes et pour ses entraînements).
Le stade est démoli en 1962.